# Vadász (együttes)
A Vadász egy 2016-ban alakult magyar heavy, speed metal együttes. A Nagyvárad környéki fiatalok a nyolcvanas évek metál szcénáját idéző világba röpítenek vissza, többek között olyanokéba, mint a Pokolgép, a Stress és Sámán együtteseké. Az együttes "egy szép napon gondolt egyet, összecsomagolt, beindította az időgépet, majd úgy volt vele, hogy ott egye meg a fene az egész 21. századot, és meg sem állt az 1980-as évek közepéig. Ott kiszálltak, megalapították a Vadász nevű zenekart, és köszönik szépen, nem vágynak vissza."

## Története

### Harc a Benzinért (2016-2022)
Az együttes ötlete a kezdetekben Barabás (Cölöp) Róbert (ex-Decay, Igfon, Acélszív,Angerseed) és Szabó László (Hasky Hatebreeder) (Igfon, melodic death metal együttes) fantáziájában született meg 2016-ban, ekkor még Vad/Ász néven. A projekt 'pár akkordos' punk rock bandának indult, ennek megvalósulásakor Hasky Hatebreeder nem vált az együttes tagjává. Ebben a kezdeti időszakban születtek meg a Viharvándor demó dalai, amelyen Barabás Róbert, Zsárka (Csáki) Gábor, Kovács Sándor és Molnár Sándor felvételei szerepelnek. A zenekar ebben a felállásban csak egy pár koncert erejéig (szűk egy évig) létezett, mivel az énekes, Molnár Sándor kilépett a zenekarból. 2017-től, a demó megjelenése után a zenekar egy éves kényszerpihenőre vonult.
Somogyi Bálint (ex- BiP) 2018-as együtteshez való csatlakozása törte meg a szünetet. Az ekkor már Vadász névre hallgató együttes életében újabb koncertek és új dalok születésének periódusa következett, többek között az első, Harc a Benzinért című album dalainak megírásával. A zenekar ebben a felállásban 2020-ban, a pandémiával párhuzamosan stúdióba vonult, ezalatt Kovács Sándor dobos elhagyta a zenekart, helyét Kulcsár Edmond (ex-Reverse The Moment, BiP, 2021) vette át. A 2021 decemberében megjelent, már kevésbé punk rock, de inkább "speed metal" albumon már az ő dobsávjai szerepelnek. A Harc a Benzinért címet viselő album először egy 50 darabos limitált kazetta formájában jelent meg a debreceni Burning Sun Records kiadásában, amit 2022 tavaszán a digitális és CD formátum követett a Metal Ör Die Records gondozásában. A megjelenést követően Zsárka (Csáki) Gábor kilépett a zenekarból, így a basszusgitáros helyét Makra Gábor (ex-Reverse The Moment, Acélszív / Steelcross) töltötte be. Ebben az évben olyan együttesek előtt léptek fel vendégként, mint a Moby Dick, a P. Mobil, vagy a Tankcsapda, de Budapestre is eljutottak. 
2023-ban a fiúk egy angol nyelvű LP-vel jelentkeztek Life Eternal címmel, amin 4 saját, magyarul már megjelent szám mellett, egy Accept-feldolgozás is hallható.
2023 júniusában Antal Patrik-Adrián gitáros csatlakozásával ötfősre bővült a zenekar.

## Tagok

### Jelenlegi tagok
- Barabás (Cölöp) Róbert – gitár, vokál, zenekarvezető (2016 óta)
- Somogyi (Painkilla) Bálint – ének (2018 óta)
- Kulcsár Edmond – dobok (2021 óta)
- Makra Gábor – basszusgitár (2022 óta)
- Antal Patrik-Adrián - gitár (2023 óta)

### Korábbi tagok
- Zsárka (Csáki) Gábor – basszusgitár (2016-2021)- alapító
- Kovács Sándor – dobok (2016-2020)- alapító
- Molnár Sándor- ének (2016-2017) - alapító
- Szabó László (Hasky Hatebreeder) - basszusgitár, a zenekar egyik kitalálója.

## Diszkográfia

### Kislemezek, demók
Viharvándor (2017)

### Albumok
Harc a Benzinért (2021, 2022)
Life Eternal (2023) - angol nyelvű EP